# Палаван
Палаван (на тагалог: Palawan) е остров в западната част на Филипинския архипелаг, разположен между море Сулу на югоизток и Южнокитайско море на северозапад, територия на Филипините. Площта му е 12 188,6 km². Дължината от североизток на югозапад е 425 km, ширината – от 6 до 45 km. Населението му към 2020 г. е 994 000 души. На североизток протокът Линапакан го отделя от островите Каламиан, а на югозапад протокът Северен Балабак – от остров Балабак. Край него са разположени още множество по-малки острови – Линапакан, Думаран, Бугсук, Пайданан и др. Бреговете му на север са силно разчленени (заливите Улуган, Имуруан, Тайтай, Грин Айлънд, Онда и др.), а на юг – слабо разчленени, като най-значителният залив е Сан Антонио. Релефът му е предимно планински – връх Клеопатра Нидъл 1593 m (на север), връх Виктория 1798 m (в средата), връх Манталингахан 2085 m (на юг). Изграден е от кристалинни формации, препокрити от пясъчници, шисти и коралови варовици. Покрай бреговете му, предимно на север и изток, се простира ивица от коралови рифове. Разработват се находища на манганови, живачни и хромови руди. Склоновете на планините са покрити с гъсти тропични гори. В долините и по крайбрежието се развива земеделие, като се отглежда предимно ориз и кокосова палма. Голяма част от населението се занимава с риболов (сардина, макрел, риба тон) и лов на морски бозайници. Главен град, административен център и основно пристанище е Пуерто Принцеса, на източното крайбрежие. Островът е населен от малайци през XII век. Мнозинството изповядват католицизъм, но в южната част има и мюсюлмани.